# Ioan Constantin Filitti
Ioan Constantin Filitti (n. 9 mai 1879, București, România – d. 21 septembrie 1945, București, România) a fost un istoric, jurist și diplomat român, membru corespondent al Academiei Române. Președinte al comisiei de heraldică. Educația sa începe la București unde finalizează studiile secundare. Pregătirea superioară este continuată la Paris, urmând cursurile de drept (1899) și pe cele de științe politice (1899).
Ca istoric, Filitti s-a remarcat prin perfecționismul său și prin revizuirea constantă a propriilor sale opere. Este cunoscut pentru contribuția sa la istoria socială, istoria juridică, bisericii, genealogie și heraldică, devenind una dintre cele mai reprezentative figuri ale istoriografiei române de la începutul secolului al XX-lea. Principalul obiectiv al cercetărilor sale a fost tratarea istoriei instituționale. Pe baza documentelor a demonstrat existența feudalismului pe teritoriul nostru. Pe planul istoriei politice, Filitti a evidențiat rolul fanarioților și sistemul politic al Principatelor între anii 1821 și 1848. A dedicat mult timp colecționării și publicării de documente din arhivele din București, Vatican și Paris.
Membru al Partidului Conservator și asistent al lui Titu Maiorescu, avea origini aristocratice (boierești) și o perspectivă elitistă. Printre diversele sale contribuții, mai multe se concentrează pe modernizarea societății românești în secolul al XIX-lea, în cadrul regimului de aplicare a Regulamentului organic, timp în care România a fost guvernată de Imperiul Rus. 
A publicat 82 de volume, 267 de articole de actualitate și a completat aproximativ 700 de arbori genealogici. Multe dintre aceste texte au fost circulare cu „rectificări” la edițiile anterioare, adresate comunității de oameni de știință în general.

## In memoriam
O stradă din București, sectorul 3, cu codurile poștale 030107 și 030108, poartă numele Filitti C. Ioan.

## Lucrări publicate
- Rôle diplomatique des Phanariotes de 1700 à 1821, Paris, Librairie de la Société du Recueil Général des Lois et des Arrets et du Journal et du Palais, 1901 (Laval : Imp. parisienne L. Barnéoud & Cie, 1901; editie in limba romana de Georgeta Filitti, Do-minoR, 2002
- Les Principautés roumaines sous l'occupation russe (1828-1834). Le règlement organique (étude de droit public et d'histoire diplomatique). Thèse pour le doctorat par Jean C. Filitti, Publication: Bucarest, impr. de l'”Indépendance roumaine”, 1904
- Incercari de reforme în Muntenia sub Grigore Voda Ghica: 1822-1827, București 1906;
- Scrisori franceze privitoare la relatiunile Principatelor Române cu Franta în sec. XVIII-lea, București 1911;
- Așezământul cultural al mitropolitului Dositei Filitti dela înființare până astăzi 1827 - 1910, 200 pagini, editura Göbl, 1911
- Turburari revolutionare în Tara-Româneasca între anii 1840-1843, București 1912;
- Documente privitoare la episcopatele catolice din Principate, București 1913;
- Din arhivele Vaticanului. I. Documente privitoare la episcopatele catolice din Principate (1353 - 1699); II.	Documente politice [Text tiparit] : 1526-1788, București, 1913.
- Documente politice: 1526-1788, București 1914.
- Corespondenta domnilor și boierilor români cu Metternich si cu Gentz între anii 1812-1828: sedinta dela 16 maiu 1914, București, 1914.
- Domniile române sub Regulamentul Organic: 1834-1848, Edițiunea Academiei Române, București, Socec & Comp. C. Sfetea, 1915.
- Lettres et extraits concernant les relations des Principautes Roumaines avec la France (1728 - 1810), București, 1915.
- România față cu capitulațiile Turciei, București, 1915.
- Corespondenta consulilor englezi din Principate: 1828-1836, București, 1916.
- Arhiva Gheorghe Grigore Cantacuzino, București, Institutul de Arte Grafice Carol Göbl, 1919 (cu anexe afară din text, „Tablouri genealogice”)
- Prețul pământului expropriat, București, 1920.
- Ierarhia funcțiilor, armonizarea salariilor si situația constituțională a Consiliului Legislativ, București, 1923.
- Din iconografia noastra laica, București, 1924.
- Despre Negru-Vodă: ședința dela 17 Octomvrie 1924, București, 1924.
- Cine e cronicarul Dumitrache, București, 1925.
- Clasele sociale în trecutul românesc: conferinta tinuta sub auspiciile Institutului social român, la Fundatia Carol, duminica 25 ianuarie 1925, București, 1925.
- Chipurile lui Nicolae Voda Mavrocordat și familiei sale în bisericile bucureștene, București, 1926.
- Din lucrarile adunarii de revizie a Regulamentului Organic al Moldovei la 1831, București, 1926.
- Istoria nationala: în Revista "Convorbiri literare", București, 1927.
- Originea si menirea Consililiului Legislativ, București, 1927.
- Despre vechiul drept penal român: conferinta la Cercul de studii penale, Duminica 30 octomvrie 1927, București, 1927.
- Despre reforma fiscala a lui Constantin Voda Mavrocordat, București, 1928.
- Contributii la istoria justitiei penale în Principatele Române, București, 1928.
- Un proect de constitutie inedit al lui Cuza Voda dela 1863, Cluj, 1929.
- O pagina din istoria medicinei in Muntenia: (1784-1828), București, 1929.
- Despre vechea organizare administrativă a Principatelor Române, 53 pagini, Fundația Culturală Regele Mihai I, 1929
- Catagrafia oficială de toți boierii Țării Românești la 1829, București, 1929.
- Cum a fost înțeles Consiliul legislativ, București, 1929.
- Cu privire la câteva chestiuni de drept vechi românesc, București, 1930.
- Des origines du régime représentatif en Roumanie, București, 1931.
- Frământările politice și sociale în Principatele Române de la 1821 la 1828, București, 1932.
- Arenda moșiilor în Muntenia la 1831 si 1833 populația Munteniei la 1857, București, 1932.
- Alegerea de la 24 ianuarie 1859, București, 1932.
- Biserica Sf. Dumitru din București (Str. Carol), București, 1932.
- Biserici si ctitori, București, 1932.
- Banatul Olteniei și Craioveștii, Craiova, 1932.
- Banii si caimacamii Craiovei, Craiova, 1932.
- Bisericile boierilor Dedulesti, București, 1932.
- O lamurire despre mitropolitul Munteniei, Cosma Popescu si biserica din Ursoaia (Buzau), București, 1933.
- Oameni dependenti si cultivatori liberi în Principatele Române în sec. XV-XVII: [sedinta dela 3 Februarie 1933], București, 1933.
- Proprietarii solului în trecutul Principatelor Române: sedinta dela 27 aprilie 1934, București, 1934.
- O psaltire dela 1817, București, 1934.
- Principatele Române de la 1828 la 1834: ocupatia ruseasca si Regulamentul organic, București, 1934.
- Sapte scrisori pastoresti dela Mitropolitul Dositei Filiti din anii 1793-5, București, 1934.
- Vechiul drept penal român: (schita) : întregiri privitoare la vechea organizare judecatoreasca, București, 1934.
- Grecs et Roumains en 1821, 1934.
- Notite oltenesti, Craiova, 1934.
- Scrisori inedite ale lui Petrache Poenaru, Craiova, 1934.
- Mama si sotia lui Mihai Viteazul, Craiova, 1934.
- Craiovestii si rolul lor politic, Craiova, 1935.
- Proprietatea solului în Principatele Române pînă la 1864, București, 1935.
- Cercetari si documente privitoare la istoria Principatelor Române, București, 1935.
- Contribuții la istoria diplomatică a României în secolul XIX, București, 1935.
- Carti vechi straine privitoare si la români, București, 1935.
- Vladica Luca (m.1629): stramos al poetului buzoian Vasile Cârlova (1809-1831), București, 1935.
- Inventarul Episcopiei de Buzau, metoaselor sale si Bis. Sf. Dumitru din Bucuresti la 1819 si 1825, București, 1935.
- Câteva amintiri, București, 1935.
- Consideratii generale despre vechea organizare fiscala a Principatelor Române pâna la Regulamentul Organic, București, 1935.
- Câteva cuvinte despre alcatuirea ostirii de tara în Principatele Române pâna la Regulamentul Organic, București, 1935.
- Cine erau fratii carturari Radu si Serban Grecianu, București, 1935.
- Despre vechea organizare administrativa a Principatelor Române, București, 1935.
- Documente din vremea Regulamentului Organic, București, 1935.
- Câteva documente: (ca urmare la "Cercetari si documente, București, 1936.
- Proecte inedite de reforme din vremea Unirii Principatelor, București, 1936.
- Originea si rostul constitutional ale Consiliului Legislativ Român, București, 1936.
- Din vechiul drept românesc: cu prilejul lucrarii d-lor Minea si Boga "Cum se mosteneau mosiile în Tara Româneasca", București, 1936.
- Un mémoire de 1857 sur les classes sociales de la Valachie, București, 1936.
- Notice sur les Cantacuzène du XI-e au XVII-e siècles, București, 1936.
- Ceva mai mult despre Biserica Sf. Dumitru din Bucuresti (Str. Carol): adaogiri si îndreptari la lucrarea mea "Biserica Sf. Dumitru din Bucuresti", București, 1936.
- Neîntelegerea chestiei taranesti si urmari daunatoare în ultimul veace, Iasi, 1936
- Recensii si note critice la lucrarile altora, București, 1937.
- Lucrari, București, 1937.
- Tudor Vladimirescu: (rostul rascoalei lui), București, 1937.
- P. P. Carp de D. Constantin Gane: recensie, București, 1937.
- Marie Paléologue (1477), épouse d'Etienne le Grand, prince de Moldavie, București, 1937.
- Regeste de documente, București, 1938.
- Clasa conducatoare în Principatele Române pâna la desfintarea rangurilor si privilegiilor în 1858, București, 1940.
- Rolul diplomatic al fanarioților (1700-1821), (precuvântare de Sidney Yigneaux; traducere din limba franceză de Georgeta Filitti). Editura Domino, Iași, 2002.
- Neamul Doamnei Neaga si Manastirea Aninoasa, București.
- Condica Poenarilor-Almajani, București.
- Ratacirile unei pseudo-burghezii si reforme ce nu se fac: Comprimarea bugetului si simplificarea aparatului de stat, armonizarea salariilor si desfiintarea cumulului pentru o mai buna legiferare, București.
- Ioan C. Filiti, omul prin opera; antologie si st. introd. de Georgeta Filitti, bucuresti, Pegasus Press, 2004